# Jean Louis Antoine Reynier
Jean Louis Antoine Reynier (25 de julio de 1762 - 17 de diciembre de 1824) fue un farmacéutico, físico, y botánico suizo, del área en idioma francés.
Su Herbario fue donado en 1898, a la Universidad de Ginebra.

## Algunas publicaciones

### Libros
- 1875. El domador de serpientes y el cazador de panteras: (recuerdos de Panamá). Ed. Salvador Manero Bayarri. 62 pp.
- 1833. Considérations générales sur l'agriculture de l'Egypte et sur les améliorations dont elle est susceptible. Ed. Huzard.
- 1830. Die Landwirthschaft der alten Völker mit Ausschluss der Römer ( La agricultura de los antiguos pueblos a la exclusión de los romanos). Ed. Oßwald. 336 pp.
- 1818. De l'économie publique et rurale des Celtes, des Germains et des autres peuples du nord et du centre de l'Europe. Ed. J.-J. Paschoud. 551 pp. En línea
- 1803. Considérations générales sur l'agriculture de l'Egypte, et sur les améliorations dont elle est susceptible, et observations sur le palmier-dattier, et sur sa culture. 16 pp.
- 1791. Le guide des voyageurs en Suisse: précédé d'un discours sur l'état politique du pays. Ed. Buisson. 391 pp.
- 1790. Physique experimentale. Volumen 1. Parte 4 de Abrégé des transactions philosophiques de la Société royale de Londres. Ed. Buisson.
- 1788. Mémoires pour servir à l'histoire physique et naturelle de la Suisse. viii + 300 pp.

## Eponimia
- (Chenopodiaceae) Chenopodium reynieri Ludwig & Aellen[1]
- (Fagaceae) Quercus reynieri Albert[2]
- (Gentianaceae) Gentiana reynieri H.Lév.[3]
- (Leguminosae) Medicago reynieri Albert[4]
- (Rosaceae) Rosa reynieri Haller f.[5]
- (Scrophulariaceae) Pedicularis reynieri Bonati[6]